# Хаим Сутин
Хаим Сутин (фр. Chaim Soutine, белор. Хаім Суцін, рус. Хаим Соломонович Сутин; Смиловичи, 13. јануар 1893 — Париз, 19. август 1943) био је француски сликар, белоруско-јеврејског порекла.

## Биографија
Рођен је 1893. у месту Смиловичи код Минска, у сиромашној јеврејској породици. Младост је провео у гету. 
Године 1913. одлази у Париз, где ступа у везу са фовистима. Живео је на Монпарнасу и пријатељевао са Амедео Модиљанијем. За разлику од већине савременика, користио је живе боје. Патио је од налета депресије током којих је уништио већину својих дела насталих у периоду 1920—1929. Ретко је излагао своје слике. После изложбе 1937. постао је признат у уметничким круговима. 
Сутинови ликови су изобличени и деформисани, дегенерични, што је последица његовог тешког живота. На портретима приказује усамљене и депресивне људе које живот није штедео. 
Позната дела Хаима Сутина су: „Дечак из хора“, „Заклани во“, „Пејзаж“, „Жена у црвеном“.
Његово стваралаштво је било карактеризовано његовим личним стилом из којег је провејавала посебна жалост, меланхолија и осећај осамљености.
После упада националистичке војске у Француску 1940. морао је као јевреј да побегне из Париза и да се скрива провизорно на селима. То је имало велики утицај на његово целокупно здравствено стање и захваљујући његовим страдањима, стресовима и страху пукао му је желудачни чир. Морао је на брзину да се оперише у Паризу али ову операцију није преживео.